# Chris Reher
Chris Reher (* 7. April 1994 in Bad Muskau) ist ein deutscher ehemaliger Fußballspieler. 

## Karriere
Reher spielte bis 2011 beim SC Borea Dresden. Dann ging er zum Halleschen FC. Dort spielte er zunächst überwiegend in der A-Jugend. In der Saison 2013/14 war er Stammspieler in der zweiten Mannschaft der Hallenser. Er kam sogar zu zwei Kurzeinsätzen für das Profiteam in der 3. Liga. Im April 2014 wurde sein Wechsel zum Regionalliga-Aufsteiger Budissa Bautzen bekanntgegeben. 2016 schloss er sich dem FC Viktoria Berlin. 2018 wechselte er innerhalb der Regionalliga Nordost zum BFC Dynamo, mit denen er 2022 Regionalliga-Meister wurde und 2021 sowie 2025 den Berliner Landespokal gewann. Im Sommer 2025 beendete er seine Spielerkarriere nach 191 Ligaspielen für die Hohenschönhausener.

## Erfolge
- Regionalliga Nordost-Meister: 2022
- Berliner Landespokal-Sieger: 2021, 2025